# Primus (együttes)
A Primus egy 1984-ben alakult amerikai (kaliforniai) kísérletező zenét játszó 3 tagú együttes, melynek repertoárjában a zenei elemek egészen tág formái a dzsessztől a rockon, a funkon keresztül a metalig megtalálhatóak. Zenéjük főbb jellegzetességei a szólisztikus és slap (húrütés) technikájú basszusgitárkezelés, a kitekert, ferde dallamokat produkáló gitár, és a groove-os intenzív dobjáték. Mindezt tetézi egy Mickey egér szerű hang, amely furcsa, abszurd sztorikat mesél el iróniát és cinizmust sem nélkülözve.
A primus szó latinul azt jelenti: első.
A Primust Les Claypool, egy El Sobrante-i (Észak-Kalifornia) autószerelő dinasztia legfiatalabb sarja alapította. A Primus létrejöttében fontos szerepet játszó zenekarok: Tommy Crank Band (Lalonde), Blind Illusion (Claypool, Lalonde), Possessed (Lalonde) Limbo Maniacs (Brian Mantia, egyetlen lemezük jelent meg, az 1990-es Stinky Grooves).
Első lemezüket is úgy tudták finanszírozni, hogy eladták Les autóját, mert a szülei nem sokat tudtak segíteni a kezdeti lépéseknél. Les egyik középiskolai osztálytársát kérte fel gitározni, Todd Huthot, akivel pár éven át jammelgettek, tulajdonképpen az első Primus-koncertanyag, a Suck On This is ebből a közös zenélésből állt össze. A zenekari kavarásoknak "köszönhetően" később állandó gitárosra leltek, az avantgárd – és jócskán alulértékelt – Larry Lalonde személyében, aki azelőtt a Possessed, a Tommy Crank band és a Blind Illusion nevű zenekarokban játszogatott (ez utóbbiban Les Claypoollal együtt álltak a világot jelentő deszkákra).
1988–1996 között állandó felállásban – Claypool basszusgitáron, Lalonde gitáron és Tim Alexander dobon – a stílusban meghatározó albumokat készítettek.
A diszkográfiájuk története a kezdeti demók után (mint például a Sausage) egy élő lemezzel kezdődött, melyet "Suck on this" névre kereszteltek. Az album számai később a következő két stúdiólemezen is megjelentek. Már itt megtalálható a későbbi Primus sláger a "Tommy the Cat" melyre a zenekar klipet is készített.
Az első stúdiólemezük (sorban a második) a "Frizzle Fry" nevet viselte és sok rajongó szerint a csapat egyik legjobb szerzeménye.
A soron következő "Sailing in the seas of cheese" volt az a lemez, mely által szélesebb körben kezdték emlegetni a zenekar nevét.
A következő hangzóanyag, a "Miscellaneous debris", mint a neve is mutatja egy különlegesség volt. Az EP más zenekarok számait tartalmazta kissé átdolgozva. A legérdekesebb talán a Pink Floyd – Have a Cigar száma volt, melyet Claypool a maga képére formált.
Ezután a csapat egy újabb ízig-vérig Primus anyaggal tért vissza, és lemezüket "Pork Soda" névre keresztelték. Ez a lemez fontos mérföldkő volt a zenekar pályafutásában, az album által ismét fontos lépés tettek az ismertség felé. A zenekart favorizálók körében talán A "Pork Soda" a legemlegetettebb lemez.
Azután a csapat még merészebb irányba mozdult és a "Tales From The Punchbowl" kiadásával sokkolták a zeneipart. A színes, rajzos borító és a megmagyarázhatatlanul őrült számok kitágították a zenekar amúgy is széles határait.
A "Punchbowl" -t páran már nagyon közérthetetlennek tartották, de az együttes még erre is rácáfolt a nemes egyszerűséggel csak "Brown Album"-nak nevezett lemezzel. Itt a számok heterogenitása teljes kavalkádba torkollott.
Ezután szinte pihenő gyanánt rakták össze a "Rhinoplasty" névvel ellátott, feldolgozásokat és élő felvételeket rejtő anyagukat. A számok közt megtalálható volt a Metallica – "The Thing That Should Not Be"-je és a korábbi saját szerzemény, a Too many puppies átdolgozása is.
Közben hírek kezdtek terjengeni a csapat meggyengüléséről. Erre volt hivatott rácáfolni a karcosabb és konkrétabb számokat rejtő "Antipop". A zenekar tagjai mellett itt jelentős nevekből álló zenészgárda vendégeskedett. A lemez a rajongók köréba igen jól szerepelt, de a zenekart ez nem mentette meg a feloszlástól.
A csapat szétválása után a tagok külön utakon jártak, főként Claypool dolgozott aktívan különféle projecteken, mint például a Frog Brigade, vagy az Oysterhead.
A hosszúra nyúlt csend azonban nem tüntette el a Primust a zenei színtérről.
Visszatérő anyaguk a 2003-ban megjelent Animals Should Not Try to Act Like People, mely anyag egy ötszámos mini, folytatása valószínűleg egy újabb nagylemez lesz. Jelenleg a Primus a saját maga – vagyis Claypool – által szervezett Hallucino-Genetics Tour keretében lép fel a stílusok határait feszegető zenekarokkal, a rock, funk, illetve a metalizált hangzású együttesek képviselőivel.
A "Genetics" turné műsorát később DVD formájában is kiadták, melynek fő jellegzetessége, hogy a kézikamerás felvétel jellege miatt a nézőt a közönség soraiba varázsolja.
Az együttesre legnagyobb hatással a Rush volt, de például, a 60-as, 70-es évek progresszív zenekarainak (ELP, Yes, King Crimson, Van der Graaf Generator, Genesis, Frank Zappa, Electric Light Orchestra vagy a Jaco Pastorius vezette Weather Report, stb.) hatása is tagadhatatlan.
A főleg underground szinten mozgó zenekar szakmai körökben nagy elismertségnek örvend, több híres zenésszel vannak jó barátságban. Egyes koncertjeiken meg is fordultak olyan zenészek, mint például James Hetfield és Kirk Hammett a Metallicából, Layne Staley (R.I.P.) az Alice in Chainsből, vagy Tom Morello a Rage Against the Machine-ből és az Audioslave-ből.

## Diszkográfia
- Frizzle Fry (1990)
- Sailing the Seas of Cheese (1991)
- Pork Soda (1993)
- Tales from the Punchbowl (1995)
- Brown Album (1997)
- Antipop (1999)
- Green Naugahyde (2011)
- Primus & the Chocolate Factory with the Fungi Ensemble (2014)
- The Desaturating Seven (2017)